# 司法行政権
司法行政権（しほうぎょうせいけん）とは、司法権を行使する機関の設営・管理などの行政作用を行う権限である。司法行政権に基づいて行使される行政作用を、司法行政という。
通常、司法権を行使するのは裁判所であるため、裁判所に係る行政作用の行使権限と同じ意味である。

## 大日本帝国憲法下での司法行政権
大日本帝国憲法下においては、建前上は司法の独立は尊重すべきものとされていたが、大審院およびその下に置かれていた裁判所は司法行政権を有さず、司法行政権はすべて行政官庁である司法省が有していた。
ただし、大日本帝国憲法下の裁判官は定年があったものの任期制ではなく、司法省の人事権は裁判官の出世人事にのみ影響を及ぼすものであった。
太平洋戦争終了後、日本国憲法および裁判所法の施行に伴って、司法行政権を有する行政機関である司法省は廃止された。

## 日本国憲法下での司法行政権

### 概要
日本国憲法の下では、司法の独立を保証するため、司法行政権の多くは裁判所が有することになっている。裁判官会議の議に基づいて行われる裁判所の運営を補佐するため、最高裁判所には最高裁判所事務総局（以下「事務総局」）が、下級裁判所には事務局が置かれている。司法行政の最高監督者は最高裁判所である（裁判所法80条）。
最高裁の司法行政の主な内容としては以下の物があり。裁判所運営上の人的物的両側面に及ぶ。
1. 最高裁判所規則の制定
2. 法律の制定と改正
最高裁に法案を提出する権限はなく、必要があれば法務省を経て内閣が提出する。
3. 裁判官や裁判官職員の人事
4. 裁判所の予算
裁判所全体の予算編成は最高裁が行い、財務省と折衝する。
5. 裁判所の問題点を討議する裁判官合同や協議会の主催

また最高裁判所だけではなく、高等裁判所や地方裁判所や家庭裁判所の裁判官に委ねられた司法行政権があり、裁判官会議として具体化されている。通常は高裁長官や地裁所長や家裁所長が招集するが、当該裁判所裁判官のうち3分の1以上の請求があれば開催される。
裁判官会議の議決は所属裁判官の半数以上が出席、過半数で決定される。
裁判所は建前上、司法行政権を行使して個々の裁判官の裁判権行使に影響を与えることはできない。

### 問題点と課題
裁判所が有する司法行政権は、建前上は裁判官会議の議に基づいて執行されることが定められているものの、日本は人口の多さと比べて裁判官の定員が極端に少なく、裁判官の仕事は非常に多忙で、実際の裁判官たちは裁判官会議に時間をかける余裕がないため、実質的には最高裁判所の内部に存在する事務総局が司法行政権の全てを掌握する形になっている。元裁判官たちの証言によると、日本の裁判官会議は単に事務総局が決めたことを追認するだけの形骸化した会議に過ぎず、現在は下級裁判所事務処理規則の変更などによってその権限も大幅に縮小されてしまっているという。
日本国憲法第76条第3項の条文は「すべて裁判官は、その良心に従い独立してその職権を行い、この憲法及び法律にのみ拘束される」であるが、この条文は司法省の後身である最高裁判所事務総局によって完全に死文化された状態となっている。そもそも、前述の通り司法省自体は太平洋戦争終了後に廃止されたものの、それまで司法省から全ての裁判所と裁判官を支配・統制していた官僚たちの多くが事務総局へ移籍し、今度は最高裁判所の内部から全ての裁判所と裁判官を支配・統制する形になってしまった。このため、事務総局は「司法省の戦後の再編成版」とも形容されるほどの強大な権力を有する司法行政の中枢機関となっており、日本国憲法第76条第3項の本来の条文は事務総局によって完全にその機能を奪われた状態が続いている。実際に事務総局での勤務経験もある元裁判官の瀬木比呂志によると、日本国憲法第76条第3項の実態は「すべて裁判官は、最高裁と事務総局に従属してその職権を行い、もっぱら組織の掟とガイドラインによって拘束される」であるという。
最高裁判所事務総局は前記の通り司法省を母体として設立された機関であるため、同じく司法省を母体として設立された行政機関である法務省およびその付属機関である検察庁とは現在も親密な関係にあり、事務総局は法務省や検察庁との間で職員の人事交流さえ頻繁に行うなど、戦前の大日本帝国憲法の時代と変わらない形で司法と行政との癒着を積極的に進めていると批判されている。このような司法機関と行政機関との人事交流は、俗に「判検交流」と呼ばれている。このように最高裁判所事務総局と法務省が事実上一体化しており、後述の通り全ての裁判官の人事権を独占している事務総局が全面的に検察の味方をしている現状にあっては、日本の裁判官たちが刑事裁判において無罪判決を出すことは極めて困難であるため、日本の刑事裁判は有罪判決が全体の99.9％以上を占め、その中には明らかな冤罪判決も多数含まれていると批判されている。
日本国憲法第80条第1項では、「下級裁判所の裁判官は任期を10年とし、再任されることができる」等と規定しており、これを行使する権限は事務総局が握っているため、裁判官たちは任官後10年ごとに事務総局からの再任拒否を受ける恐れがある。このため、日本国憲法第76条第3項に定められている「裁判官の独立」は大日本帝国憲法の時代と何ら変わることなく有名無実のままとなっており、日本の裁判所では、人事面や給与面で事務総局から冷遇されることを恐れて、絶えず事務総局の意向を気にしながら権力者側に都合の良い判決ばかりを書く裁判官（通称：ヒラメ裁判官）が大量に生み出されているのが現状であると批判されている。多くの場合、日本の裁判官（最高裁判所長官及び最高裁判所判事を除く。）が日本国憲法第76条第3項に基づいて良心的な判決を書くことができるのは、自分の定年が間近となり、事務総局からの転勤命令に振り回される心配がなくなった時だけであるとも言われている
裁判所法第48条は建前上、裁判官は意に反した転勤を強いられることはないと規定しているが、実際に事務総局からの転勤命令を断れば将来的に人事面で冷遇される恐れがあるため、ほとんどの裁判官は事務総局からの転勤命令に逆らうことができない仕組みになっている。この点において、日本国憲法第76条第3項と同じく裁判所法第48条も事務総局によって有名無実化されていると言える。なお、日本以外の諸外国の裁判所においては、真の意味で裁判官の独立を保障するため、日本のような上層部機関の命令による裁判官の転勤制度は存在せず、裁判官のポストに空席が生じた場合の後任については応募制となっている。
現場の裁判官による日本裁判官ネットワークからは、事務総局の命令による裁判官の転勤制度を廃止し、裁判官のポストに空席が生じた場合の後任については諸外国の裁判所と同じく応募制とすること、高等裁判所長官・地方および家庭裁判所所長・部総括判事といった重要なポストの任命については選挙制とすること、あまりにも激務な裁判官の労働条件を改善し、形骸化されている裁判官会議を復権させて、日本の裁判所を正常に機能させるためには、裁判官の人数を少なくとも現在の2倍に相当する7000人に増員する必要があるとも提言されているが、これらの提言は未だに実現されていない。
このような司法行政の問題点についての違憲審査は、本来であれば最高裁判所から独立した憲法裁判所が行うべきところであるが、日本国憲法第76条第2項では、最高裁判所から独立した特別裁判所（憲法裁判所など）の設置を禁じているため、日本の司法行政の問題点について第三者機関による違憲審査は不可能となっており、現行の日本国憲法の下では、司法行政の問題点について違憲であるかどうかの審査は日本国憲法第81条の規定に基づいて最高裁判所自体が行うこととなる。無論、最高裁判所が身内の制度を違憲であると素直に認めることは有り得ず、これらの司法行政の問題点は裁判官の弾劾や忌避の条件にも該当しないため、少なくとも日本国憲法第76条第2項と日本国憲法第81条を改正して、違憲審査の権限を最高裁判所から憲法裁判所へ移行しない限り、日本の司法行政のあり方に対する違憲論は最高裁判所によって完全に封殺される形となっている。
最高裁判所事務総局は内部情報を開示することにも極めて消極的であり、一般国民は事務総局の内部でどのような談合や取引が行われているかをほとんど知ることができない。事務総局は2001年に「司法行政文書開示要綱」を定め、国民の要求に応じて事務総局の内部情報を開示することを形式上は宣言しているが、この「司法行政文書開示要綱」は情報公開の制度としては極めて不十分で、文書の内容によっては事務総局の裁量で文書を開示しない自由もあり、実際に開示される司法行政の文書は全体のごく一部に過ぎない。そのため、全ての日本国民が事務総局の内部の実態を詳細に知り、事務総局が勝手に不正を働くことのないよう監視できる体制を築くためには、事務総局の全ての内部情報の公開を法律で義務付ける「司法行政機関の保有する情報の公開に関する法律（裁判所情報公開法）」（仮称）の早急な制定が必要とされるが、このような法律は未だに制定されていない。
この他、日本国憲法第80条第1項において、下級裁判所の裁判官の候補者を指名する権限は最高裁判所にあると定められているため、裁判官の道を希望する司法修習生たちの中でも事務総局の意向にそぐわないと判定された者は司法研修所の教官から任官を拒否されるという問題も指摘されている。司法研修所の教官は、現職の裁判官の中から事務総局によって任命され、司法修習生たちの中から下級裁判所の裁判官の候補者を選別する任務を帯びているとされている。なお、下級裁判所裁判官の任官については、法曹三者6名と学識経験者5名から成る下級裁判所裁判官指名諮問委員会・中央委員会を設置し、その下に全国8箇所の下級裁判所裁判官指名諮問委員会・地域委員会を設置して、これらの委員会が事務総局の諮問を受けて答申・報告を行う制度が2003年から導入されており、外部からの透明性を増すようになっていると、事務総局は説明している。しかし、下級裁判所裁判官指名諮問委員会の意見が実際の裁判官の任官にどれだけ反映されているかを事務総局は明らかにしておらず、実際には依然として事務総局の裁量のみに基づいた任官のままではないかとする疑惑も生じている。
このように下級裁判所の裁判官の候補者を指名する権限が最高裁判所にあると定めている日本国憲法第80条第1項の規定は、必然的に日本の裁判官が最高裁判所事務総局に都合の良い人物だけで統一される反民主的な裁判官の人事制度へとつながっている。このため、真の意味で裁判官にふさわしい人材を日本で確保するためには、日本国憲法第80条第1項を改正して、下級裁判所の裁判官の候補者を指名する権限を最高裁判所から剥奪し、各裁判所の裁判官会議へ権限を移行させることが必要不可欠となる。実際にも日本以外の諸外国の裁判所においては、下級裁判所の裁判官の候補者を指名する権限は各裁判所にあるものと定められており、最高裁判所にはその権限はない。
裁判官は本来、社会の実情を熟知しており当事者の立場から公正に真実を見極めることのできる良心的な人物でなければならず、そのためには弁護士（または法学者）として相応の実務経験を有する社会人を裁判官として任命することが理想的とされる。これを法曹一元制と呼び、日本にもアメリカ合衆国の法曹一元制を模倣した弁護士任官制度が形式的に存在するが、実際の最高裁判所事務総局は権力に従順で扱いやすい若手の司法修習生だけを判事補として採用する現行のキャリア制度に強く固執しており、弁護士任官制度はほとんど機能していない。また、日本の司法界においては、前述の通り「裁判官の独立」とは名ばかりで実際にはほとんど職務上の自由が認められない裁判官への任官を希望する弁護士も少ないのが実情である。瀬木比呂志によれば、司法修習生の中でも優秀な者たちはそうした反民主的な日本の裁判所の実態を知っているため、優秀な司法修習生ほど裁判官を志望する者が少なくなっており、また現職の裁判官たちにあっても、前述のような裁判所組織の堕落と腐敗に失望して退官を余儀なくされる者が続出しているため、現在の日本の裁判所には真面目で正義感のある優秀な裁判官はほとんど残っていないという。
本来、法曹一元制を実現させるためには、裁判官となるにふさわしい優秀な弁護士が多数存在していることが必要前提条件となるが、かつての日本の司法試験は諸外国と比べて合格者が極端に少なく、当然に弁護士の数も少なかったため、法曹一元制を実現させるに十分な人材を確保することができない状態であった。しかし、21世紀に入って司法試験の制度が改正され、司法試験の合格者が大幅に増加して弁護士の数も従来より大幅に増えている現在であれば、法曹一元制を実現させるに十分な人材を確保できる状態となっており、また前述のような事務総局主導のキャリア制度に基づいた日本の裁判所のシステムが完全に崩壊してしまう前に一刻も早く法曹一元制を実現させる必要性があると瀬木比呂志は述べている。
最高裁判所事務総局の要職や高等裁判所の事務局長は、裁判官の有資格者によって占められており、裁判所内部の出世コースに乗る裁判官の多くがここで司法行政に携わる経験を持つ機会を与えられる。このように出世コースに乗る裁判官を司法行政の要職に就かせ、現場の裁判官たちを管理・統制させる裁判所の制度を、俗に「充て判（あてはん）」と呼ぶ。また、この「充て判」の制度によって司法行政の要職に就き、現場の裁判官たちを管理・統制している裁判官たちを「司法官僚」と呼ぶことがある。中でも、第11代最高裁判所長官の矢口洪一は任官以来そのキャリアの大部分を司法行政部門の役職で積み重ねてきた裁判官であり、そのため彼は「ミスター司法行政」と呼ばれた。このように、キャリア裁判官の中から最高裁判所裁判官に任命される者は、裁判官の本来の職務である裁判の実務経験よりも、事務総局における司法行政部門の役職の経験が重視される傾向が強いと言われている。また、法曹三者を養成する司法研修所の教官や、最高裁判所裁判官の職務を補佐する最高裁判所調査官なども、司法行政に携わる重要な役職とされており、いずれも事務総局の勤務経験者から任命される場合が多い。
このような「充て判」の制度は、長年にわたり司法行政部門の職務経験を積み重ねて高等裁判所長官に昇進した反面、裁判の実務経験には乏しい司法官僚たちだけが最高裁判所裁判官に任命され、逆に裁判の実務経験が豊富な現場の裁判官たちは最高裁判所裁判官になれないという、裁判所の長たる最高裁判所としては本末転倒の弊害を生み出している。自らも最高裁判所事務総長・東京高等裁判所長官を経て最高裁判所裁判官・最高裁判所長官へと昇進した経歴を持つ「ミスター司法行政」の矢口洪一でさえ、この問題については「（最高裁判所）事務総長には、長年（最高裁判所）事務総局に籍を置いて行政事務に慣れているかわりに裁判官としての経験の少ない者が任命されるが、その歴代の事務総長が練達の裁判官をさしおいて最高裁判所判事になることは、裁判に専心している裁判官たちの間に不満を醸成し、事務総局と現場の裁判官の間に抜きがたい不信感を生んでいる」と、事務総局の内部の立場から告白している。また、弁護士から最高裁判所裁判官に任命された経歴を持つ色川幸太郎は、裁判所の外部から最高裁判所入りした立場として、「高裁長官や事務総局などの管理職の経験の長い人（最高裁判所事務総局勤務など司法行政部門の要職を経て高等裁判所長官に昇進し、最高裁判所裁判官に任命された裁判官）は人間としてもなかなか練れていますし、視野も広く、概ね立派ですけれど、法律家としてすべての人が必ずしも能力十分とは思われない。法廷から直接きた人（裁判の実務経験が豊富な現場の裁判官）の方が法律家としてすぐれている場合がありはしませんかね」と、苦言を呈している。無論、このように原則として事務総局での勤務経験を有する司法官僚だけが最高裁判所裁判官に任命される人事制度は、日本の裁判所の司法行政部門のみならず裁判部門までもが事務総局の支配下に置かれていることを意味しており、日本国内の裁判官のほとんどが日本国憲法第76条第3項を無視して必然的に事務総局の意向に従わねばならない反民主的な裁判所の体制を作り出している。
その名称についても、最高裁判所事務総局という中央集権的な名称を廃止して、設立当初の「最高裁判所事務局」に戻すべきとの意見もある。
こうした「充て判」の廃止論に対し、事務総局の内部で長年にわたり日本の司法行政権を独占し続けている司法官僚たちは、「充て判」の制度をあくまでも正当化するために、「事務総局の仕事の中には、裁判官でなければできない仕事もある」「優秀な裁判官になるためには、裁判の実務経験だけでなく司法行政事務の経験も必要だ」「裁判はできても司法行政事務ができない裁判官はいるが、その逆はいない」などといった趣旨の主張を並べ立てているが、これらの主張が事実であるという客観的な証拠は何も存在しない。ただし、「ミスター司法行政」の矢口洪一は、「充て判」の必要性について「裁判所の予算等の問題については、裁判官でなければ大蔵省（現・財務省）などの行政機関と対等な交渉ができない」といった趣旨の比較的信憑性が高い理由を述べている。
昭和30年（1955年）の日本における裁判所の予算は国家予算の0.93％であったが、その後は予算の割合が急速に減らされ、現在では国家予算のわずか0.4％前後（平成24年（2012年）にはさらに低くなって0.348％）となっており、日本の行政が裁判所をいかに軽く扱っているかをうかがい知ることができる。